# Општина Добрешти (Арђеш)
Добрешти (рум. Dobreşti) општина је у Румунији у округу Арђеш.
Oпштина се налази на надморској висини од 345 m.